# Sapas Mons
Sapas Mons is een vulkaan op de planeet Venus. Sapas Mons werd in 1982 genoemd naar Sjapasj, een zonnegodin uit de Kanaänitische mythologie.
De vulkaan heeft een diameter van 217 kilometer, is 1,5 kilometer hoog en bevindt zich in het quadrangle Atla Regio (V-26) ten noordwesten van Maat Mons. Sapas Mons bevindt zich in de brede equatoriale stijging die de Atla Regio wordt genoemd. De flanken vertonen talrijke overlappende lavastromen. Veel van de stromen lijken te zijn uitgebarsten langs de flanken van de vulkaan in plaats van vanaf de top. Dit type flankuitbarsting komt veel voor op grote vulkanen op aarde, zoals de Hawaïaanse vulkanen. Het topgebied heeft twee platte mesas, waarvan de gladde toppen een relatief donker uiterlijk geven in het radarbeeld. In de buurt van de top zijn groepen kuilen, waarvan sommige een kilometer breed. Men denkt dat deze zijn gevormd toen ondergrondse magmakamers door andere ondergrondse kanalen werden afgevoerd en leidden tot een ineenstorting aan de oppervlakte. De inslagkrater Zamudio, met een diameter van 20 kilometer, ten noordoosten van de vulkaan is gedeeltelijk begraven door de lavastromen.